# Klaus Kinkel
Klaus Kinkel (Metzingen, 17 de diciembre de 1936-Sankt Augustin, 4 de marzo de 2019) fue un político alemán del FDP (Partido Democrático Libre).
Ocupó sucesivamente diversos puestos en la administración de la República Federal de Alemania: ministro de Justicia (1991-1992), ministro de Asuntos Exteriores (1992-1998) y vicecanciller de la República (1993-1998).

## Vida y trayectoria profesional

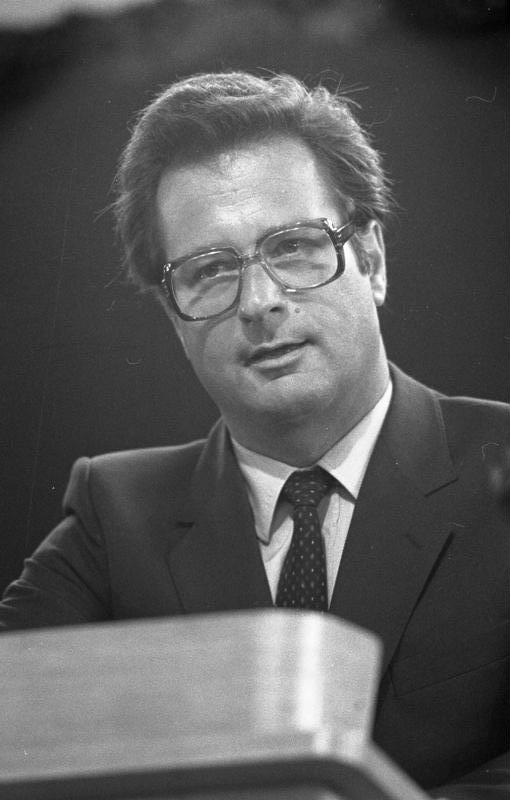
Klaus Kinkel, 1981.

Klaus Kinkel creció en Hechingen, al sudoeste de Alemania. De padre médico, tras su examen de selectividad (Abitur) en el Instituto Público de Hechingen, Kinkel inició sus estudios de Derecho en las Universidades Eberhard Karls Universität de Tubinga, Rheinische Friedrich-Wilhelms-Universität de Bonn y en la Universidad de Colonia, donde finalizó la carrera con la más alta puntuación y donde obtuvo su doctorado en Ciencias Jurídicas en 1964. Ingresó en la Administración del estado federado de Baden-Wurtemberg, de la que fue nombrado administrador del distrito de Balingen en 1968. Este puesto le condujo al de representante local del ministro Hans-Dietrich Genscher, tarea que ejerció desde 1970 hasta 1974 antes de hacerse cargo de la dirección de la oficina personal del ministro. 
Cuando Hans Dietrich Genscher fue nombrado en 1974 ministro de Exteriores de la República Federal de Alemania, nombró a Kinkel director de su oficina, para pasar a desempeñar en 1979 el cargo de director de planificación del Ministerio. Desde 1979 hasta 1982, Kinkel fue presidente del Bundesnachrichtendienst, el Servicio Federal de Inteligencia. En octubre de ese mismo año fue nombrado secretario de Estado del Ministerio de Justicia. 
El 18 de enero de 1991, Kinkel pasó a desempeñar el cargo de ministro de Justicia en el Gobierno de Helmut Kohl, cargo que abandonó en 1992 por haber sido nombrado ministro de Exteriores tras la dimisión de Genscher. Después de la salida del Gobierno del vicecanciller y ministro de Economía Jürgen Möllemann, Kinkel recibió en 1993 el cargo adicional de vicecanciller del Gobierno. 
Al abandonar el Ministerio de Exteriores después de las elecciones de 1998, Kinkel continuó ejerciendo de forma privada la abogacía y puso en marcha numerosos proyectos sociales. Como resultado fue designado como Embajador de las Personas con Discapacidades durante el Campeonato Mundial de Fútbol de Alemania en 2006.
Klaus Kinkel estaba casado y tenía tres hijos, una de los cuales falleció en accidente de tráfico. Kinkel era además miembro de la Asociación Católica de Estudiantes de Tubinga.

## FDP
Desde 1991 Kinkel era militante del FDP, un partido del que fue presidente desde 1993 hasta 1995. 

## Diputado
Desde 1994 hasta 2002, Klaus Kinkel fue diputado del Bundestag, el Parlamento alemán, donde fue el representante de su partido desde 1998 hasta 2002. Kinkel siempre presentó su candidatura en el estado federado de Baden-Wurtemberg.